# Libro del arte de cozina
El Arte de cozina es un libro de cocina del siglo XVII publicado por Diego Granado, chef de la cocina del rey Felipe II de España. Tuvo tres ediciones, una primera en 1599, una segunda en 1609, ambas en Madrid, y una tercera en 1614 en Lérida. En la actualidad, se conservan cuatro ejemplares, dos de ellos alojados en la Real Academia Española (de la primera ed.), uno en la Biblioteca Nacional de Francia (de la segunda ed.) y un tercero en la Biblioteca Británica.
Más modernamente, fue reeditado en 1990 por Pagès Ediciones.
Diferentes investigadores coinciden en que el contenido del libro son copias de recetarios previos, en particular del Arte cisoria del marqués de Villena, del Libro de Cozina de Ruberto de Nola y de La Opera de Bartolomeo Scappi.
La RAE se reserva la propiedad intelectual de este libro bajo licencia CC-BY-NC, a pesar de que en España según el Real Decreto 1/1996, este libro es de dominio público por haber pasado más de setenta años desde que murió su autor, Diego Granados.